# Twelve Carat Toothache
Twelve Carat Toothache – czwarty album studyjny amerykańskiego rapera i piosenkarza Post Malone. Został wydany 3 czerwca 2022 roku przez Republic Records i Mercury Records. Album zawiera 14 utworów, w których gościnnie wystąpili Roddy Ricch, Doja Cat, Gunna, Fleet Foxes, The Kid Laroi i The Weeknd. Edycja deluxe została później wydana 7 czerwca 2022 roku i zawierała dwa nowe utwory, „Waiting For Never” i „Hateful”.
Twelve Carat Toothache posiadał trzy single promujące album: „One Right Now”, „Cooped Up” i „I Like You (A Happier Song)”. Album otrzymał generalnie pozytywne recenzje od krytyków i odniósł komercyjny sukces, debiutując na drugim miejscu listy Billboard 200 w Stanach Zjednoczonych.

## Lista utworów
Twelve Carat Toothache wersja standardowa
| Nr  | Tytuł utworu                                          | Twórcy                                                                        | Producenci                                      | Długość |
| --- | ----------------------------------------------------- | ----------------------------------------------------------------------------- | ----------------------------------------------- | ------- |
| 1.  | „Reputation”                                          | Austin Post, Louis Bell                                                       | Louis Bell                                      | 4:08    |
| 2.  | „Cooped Up” (featuring Roddy Ricch)                   | Austin Post, Rodrick Moore Jr., Louis Bell, Billy Walsh                       | Louis Bell, Post Malone                         | 3:05    |
| 3.  | „Lemon Tree”                                          | Austin Post, Charlie Handsome, Louis Bell, Billy Walsh, Brian Lee             | Charlie Handsome, Louis Bell, Post Malone       | 4:03    |
| 4.  | „Wrapped Around Your Finger”                          | Austin Post, Louis Bell, Andrew Watt, Omer Fedi, Billy Walsh                  | Louis Bell, Post Malone, Andrew Watt, Omer Fedi | 3:13    |
| 5.  | „I Like You (A Happier Song)” (featuring Doja Cat)    | Austin Post, Amala Dlamini, Louis Bell, Jasper Harris, Billy Walsh            | Louis Bell, Jasper Harris                       | 3:12    |
| 6.  | „I Cannot Be (A Sadder Song)” (featuring Gunna)       | Austin Post, Sergio Kitchens, Louis Bell, Taurus, Currie Jr., Billy Walsh     | Louis Bell, Taurus                              | 2:49    |
| 7.  | „Insane”                                              | Austin Post, Louis Bell, Billy Walsh                                          | Post Malone, Louis Bell                         | 2:49    |
| 8.  | „Love/Hate Letter to Alcohol” (featuring Fleet Foxes) | Austin Post, Louis Bell, Robin Pecknold                                       | Post Malone, Louis Bell                         | 3:03    |
| 9.  | „Wasting Angels” (featuring The Kid Laroi)            | Austin Post, Charlton Howard, Louis Bell, Billy Walsh                         | Louis Bell                                      | 4:03    |
| 10. | „Euthanasia”                                          | Austin Post, Louis Bell                                                       | Post Malone, Louis Bell                         | 2:25    |
| 11. | „When I'm Alone”                                      | Austin Post, Louis Bell, Billy Walsh                                          | Post Malone, Louis Bell                         | 3:15    |
| 12. | „Waiting for a Miracle”                               | Austin Post, Louis Bell                                                       | Post Malone, Louis Bell                         | 2:21    |
| 13. | „One Right Now” (featuring The Weeknd)                | Austin Post, Abel Tesfaye, Louis Bell, Brian Lee, Andrew Bolooki, Billy Walsh | Louis Bell, Brian Lee, Andrew Bolooki           | 3:12    |
| 14. | „New Recording 12, Jan 3, 2020”                       | Austin Post, Louis Bell                                                       | Post Malone, Louis Bell                         | 1:32    |

Twelve Carat Toothache wersja deluxe (dodatkowe nagrania)
| Nr | Tytuł utworu        | Twórcy | Producenci                                   | Długość |
| -- | ------------------- | --- | -------------------------------------------- | ------- |
| 1. | „Waiting for Never” | Austin Post, Louis Bell, Bryan Yepes, Francisco Bejar, Hector Garcia, Billy Walsh, Jessica Foutz, Timothy Bloom | Louis Bell, Bryvn, Frankie XY, Hector Soundz | 3:16    |
| 2. | „Hateful”           | Austin Post, Louis Bell, Bryan Yepes, Jessica Foutz                                                             | Post Malone, Louis Bell, Bryvn               | 3:16    |